# Dan Gîrleanu
Dan Gîrleanu, né le 2 juin 1954 à Oradea, est un joueur de volley-ball roumain. 

## Carrière
Dan Gîrleanu participe aux Jeux olympiques de 1980 à Moscou et remporte la médaille de bronze avec l'équipe roumaine composée de Marius Căta-Chițiga, Laurențiu Dumănoiu, Günther Enescu, Valter Chifu, Sorin Macavei, Viorel Manole, Florin Mina, Corneliu Oros, Nicolae Pop, Constantin Sterea et Nicu Stoian.